# Israel Suero
Israel Suero Fernández (n. Madrid, 12 de abril de 1994) es un futbolista español que juega de mediocentro ofensivo en las filas del Club Deportivo Castellón de La liga Hypermotion.

## Trayectoria
Nacido en Madrid, Suero ingresó en La Fábrica del Real Madrid CF a los ocho años. Dejó el club a los catorce años, para ingresar en las categorías inferiores del posteriormente Atlético de Madrid y al CF Rayo Majadahonda en edad juvenil.
Desde 2012 a 2014, formó parte de la plantilla del primer equipo del CF Rayo Majadahonda en Tercera División.
En julio de 2014, Suero firmó por el Rayo Vallecano y fue asignado al filial también de en Tercera División. En agosto de 2015, participó con el primer equipo en un partido de pretemporada contra la UD Las Palmas, pero regresó al filial antes de macharse en julio de 2016.
En marzo de 2017, Suero firmó por el CSC 03 Kassel de la Verbandsliga alemana Hessen-Süd.
El 2 de julio de 2017, firmó por el TSV Eintracht Stadtallendorf de la Regionalliga Südwest.
El 26 de junio de 2018, Suero fichó por el SV Elversberg de la Regionalliga Südwest. Renovó su contrato el 2 de julio de 2021 y ayudó al club en su ascenso a la 3. Liga.
El 13 de agosto de 2022, Suero hizo su debut en la 3. Liga en una goleada en casa por 5-0 sobre el FSV Zwickau. 
El 31 de enero de 2023, Suero fichó por el CD Castellón de la Primera Federación.
En la temporada 2023-24, Suero anotó seis goles en 21 partidos ayudando al club a lograr el ascenso a La liga Hypermotion y su contrato se renovó automáticamente por un año más el 1 de julio de 2024.

## Clubes
| Club                     | País     | Año       |
| ------------------------ | -------- | --------- |
| Rayo Majadahonda         | España   | 2012-2014 |
| Rayo Vallecano B         | España   | 2014-2016 |
| CSC 03 Kassel            | Alemania | 2017      |
| Eintracht Stadtallendorf | Alemania | 2017-2018 |
| SV Elversberg            | Alemania | 2018-2023 |
| Club Deportivo Castellón | España   | 2023-     |